# Aureilhan (Hautes-Pyrénées)
Aureilhan ist eine französische Gemeinde im Département Hautes-Pyrénées in der Region Okzitanien (zuvor Midi-Pyrénées). Sie liegt im Arrondissement Tarbes und im Kanton Aureilhan, etwa 2,5 Kilometer nordöstlich des Stadtzentrums von Tarbes.
Aureilhan hat 8.033 Einwohner (Stand 1. Januar 2022) auf 9,55 Quadratkilometern und liegt am Adour und seinem Seitenkanal Canal d’Alaric.
Eine frühe gallorömische Besiedlung ist durch archäologische Funde belegt. Der Malteserorden unterhielt hier eine Kommende.

## Sehenswürdigkeiten
- Kirche Saint-Gérin
- Industriedenkmal Usine de céramique Oustau aus dem Jahr 1873 (Monument historique) mit der Villa Oustau

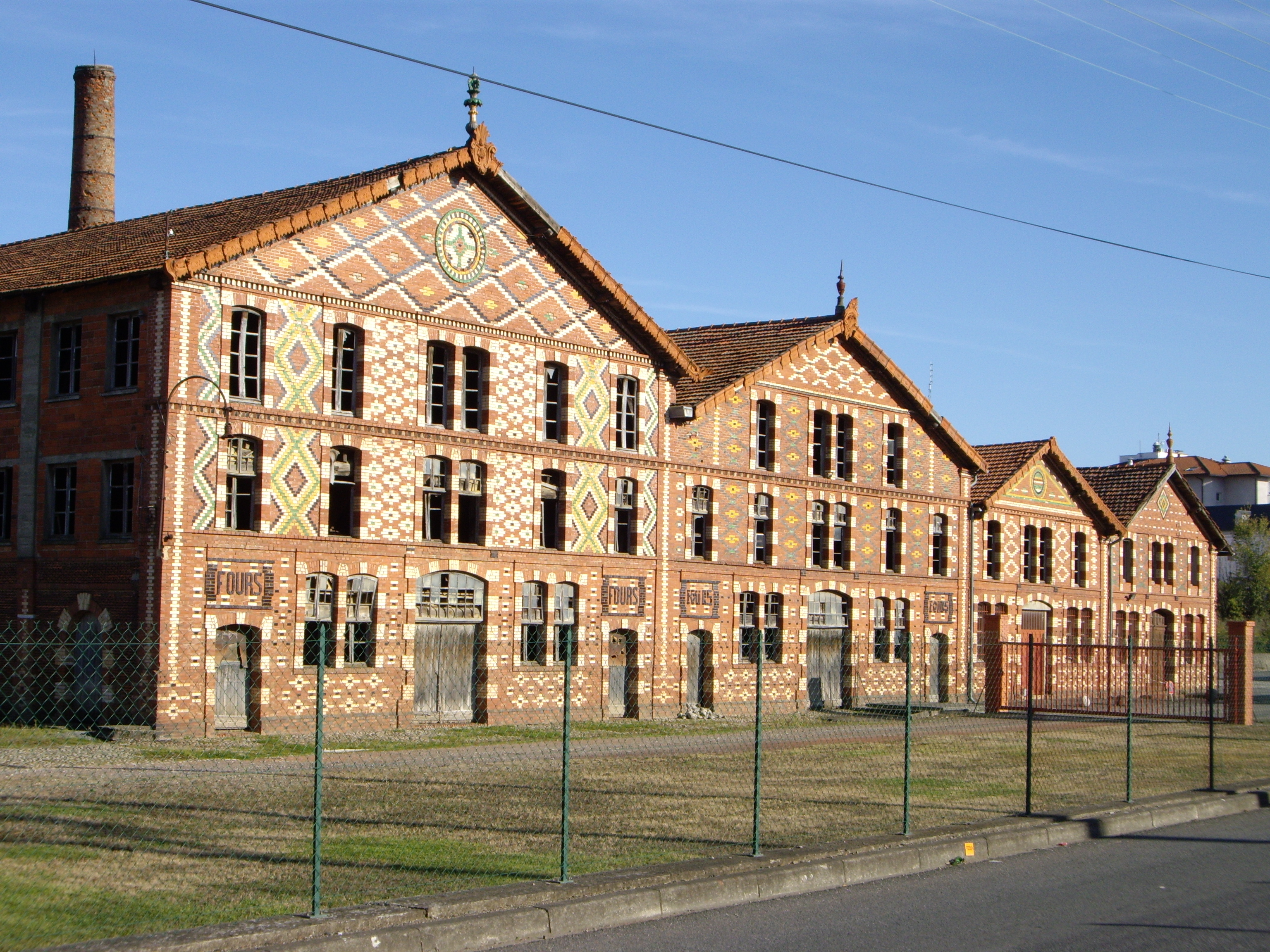
Die Usine de ceramique Oustau

## Persönlichkeiten
- Pierre Guichot (* 1963), Fechter
- Jean Glavany (* 1949), Politiker, früherer Agrarminister
- Christian Laborde (* 1955), Schriftsteller
- Laurence Oustau (1835–1929), Industrieller

## Partnerstadt
- Alfaro in der spanischen Region La Rioja (seit 1981)